# 以西結書
《以西结书》或譯《厄则克耳先知书》（希伯來語：ספר יְחֶזְקֵאל），是《希伯来圣经》中的一部先知书，作者普遍认为是犹太先知以西结（厄则克耳）。在《圣经》全书中，这本书是舊約內容，列在中間的第26卷。舊約中《以西结书》是以西结描述自己在被掳中看到的异象及其对以色列的预言，其中有很多异象和使徒约翰所写的新約聖經最後一個章節《启示录》也有很多类似的地方。

## 关于作者
以西结（希伯來文：יְחֶזְקֵאל，耶海斯凯尔）一名的意思是“神必加强／坚固”。 公元前593年夏（犹大国王约雅斤被掳的第五年），儒略历的6月26日（下同，即猶太曆3068年的四月初五），耶和华呼召以西结作守望者。经过22年先知的工作，以西结于公元前571年春的3月16日（犹历3090年正月初一）在书中记述了最后的一次预言。 以西结的妻子是在尼布甲尼撒第二次围困耶路撒冷的当天去世的（《以西結書》第24章参），推测以西结自己可能是在其预言结束不久，即公元前570年左右离世的，但圣经中没有相关的记载。

## 寫作背景
在公元前598年，猶大王約雅斤連同耶路撒冷一起向尼布甲尼撒投降。尼布甲尼撒把該國的精英以及耶和華聖殿和王宮的寶物一併擄到巴比倫去。 被擄的人包括王室成員、眾首領、大能的勇士、技工、建築工人，以及祭司布西的兒子以西結。 這批被擄的以色列人懷着沉重的心情走完漫長的路程，從一個山嶺連綿，處處都是碧泉幽谷之地遷往一處遼闊平坦之地。他們住在迦巴魯河邊，在一個雄霸一時的帝國境內定居下來。他們四周都是一些遵守奇風異俗，從事異教崇拜的人。尼布甲尼撒容許以色列人蓋造房屋，蓄養僕婢和經營買賣。他們若刻苦耐勞，便能繁榮興旺。他們在流亡之地會受到許多新的考驗。
以西结書记载，在這段直到耶路撒冷遭受毁滅的危難歲月中，耶和華並沒有忘記為自己和以色列設立先知。當時耶利米留守在耶路撒冷，但以理住在巴比倫的宮廷裏，以西結則在流亡巴比倫的猶太人當中作先知。 以西結既是祭司，又是先知，耶利米和較後期的撒迦利亞跟他一样。（《以西結書》第1章第3节参）

## 主題特色
- 在整本書中，他被稱為“人子”達90多次。在研究以西結的預言時，這點是十分重要的，因為在基督教新约聖經裏，耶穌也同樣被稱為“人子”差不多達80次[4]
- 以西結是個常見“異象”的先知，他雖然住在巴比倫被擄的猶太人當中，但他透過神的靈得以與巴勒斯坦的猶太人聯繫，因得神的異象，而向耶路撒冷的百姓說預言。38-39章有關“歌革”的預言，更是歷來學者爭論的焦點。書中許多異象（包括聖殿的結構和歌革的預言），大概不能完全以字面解釋和應驗，它們往往象徵具有豐富屬靈意義的事物。有很多异象也可以在耶利米书和启示录中找到。[5]
- “他們必知道我是神”是本書的鑰句，出現接近七十次，先知的使命是要說明：引致選民被擄受苦的原因之一乃是神的管教，為要使選民認識耶和華是獨一真神。
- 以西結强調“神的榮耀”：以色列所以被耶和華棄絕，是因他們犯罪褻瀆了祂的聖名，以致神的榮耀離開了聖殿（《以西結書》第10章第18节参，《以西結書》第11章第23节参）；將來以色列蒙復興時，神要親自尋找祂失喪的羊，醫治以色列背道的病，那時神的榮耀將重回聖殿，本書即以神在以色列中間重立聖所結束（40–48章）。

## 本書大纲
1.  先知蒙召 （1:1–3:21）
- 风云火金的异象（1:4）；四活物的异象（1:5-14）
- 高而可畏的轮子的异象（1:15-21）；象可畏水晶的穹苍异象（1:22-25）
- 宝座上人的异象（1:26-28）

2.  先知象徵性的動作 （3:22–5:17）
3.  審判的宣告 （6:1–7:27）
4.  審判耶京聖殿的異象 （8:1–11:25）
5.  以色列及耶京的審判 （12:1–24:27）
- 以象徵性動作表明神審判的真實性；真假先知的預言；無可避免的災難；以比喻描寫耶京的審判
- 各人要為自己的行為負責；為王室作哀歌；以色列人悖逆的歷史；火和刀劍的比喻
- 對耶京的控訴和刑罰

6.  預言列國受審判 （25:1–32:32）
- 審判亞捫，摩押，以東，非利士，泰爾，西頓，埃及

（註：本書預言巴比倫王尼布甲尼撒會到泰爾掠奪財物，歷史記載泰爾在被包圍的十三年對尼布甲尼撒稱臣納貢。爾後尼布甲尼撒轉而進攻埃及，並於尼布甲尼撒在位第37年打敗埃及）
7.  復興的盼望（33:1–37:28）
- 先知作守望者；以色列的牧者；西珥山與以色列山；神復興以色列家

8. 有關歌革的異象（38:1–39:29）
9. 聖殿的異象（40:1–48:35）
- 聖殿的架構和設備
  - 外院；内院；殿；祭司吃至圣之物的圣屋；殿四围之地；祭坛
- 有關祭司的律例；有關聖地和獻祭的律例（45-46）
- 生命的江河（47:1-12）；地的四境（47:13-23）；地的分配（48）

## 主要内容
這本書自然分為三部分。書中大部分預言均按照年代先後和題目而編排。
- 第一部分，由第1至24章，載有耶路撒冷必遭毁滅的警告信息。
- 第二部分，第25至32章，載有多個外邦國家必遭毁滅的預言。
- 最後部分，第33至48章，含有許多關於復興的預言，最後包括新聖殿和聖城的異象。

### 耶和華立以西結作守望者
（覆盖《以西結書》第1章第1节参至《以西結書》第3章第27节参）公元前593年，以西結接獲第一個異象。他在異象裏看見狂風從北方刮來，接着有一朵火光閃爍的大雲出現。其中顯出四個有翅膀的活物，分别有人、獅子、牛和鷹的臉。他們的形象有如燒着的火炭，每個活物均站在輪旁；輪中有輪，輪輞高而可畏，其上布滿眼睛。它們可朝任何方向行走，步伐完全一致。在四活物的頭以上有穹蒼的形像，穹蒼之上有寶座，坐在其上的“就是耶和華榮耀的形象”。（《以西結書》第1章第28节参）
耶和華對俯伏在地的以西結説：“人子啊，你站起來。”然後祂派以西結作以色列和周遭悖逆的列國的預言者。他們聽或不聽都不打緊，最低限度他們會知道在他們中間有主耶和華的預言者。耶和華吩咐以西結吃下書卷，他吃了口中覺得甘甜如蜜。上帝告訴他説：“人子啊，我立你作以色列家守望的人。”（《以西結書》第2章第1节参，《以西結書》第3章第17节参）以西結必須努力不懈地發出警告，否則他必不能存活。

### 模擬耶路撒冷被圍攻的情景
（覆盖《以西結書》第4章第1节参至《以西結書》第7章第27节参）耶和華吩咐以西結將耶路撒冷城的圖樣刻畫在一塊磚上。他必須模擬圍城的情況，好作以色列家的標記。為了加深印象，他要在磚前向左側臥390日，然後向右側臥40日，側臥期間只靠一些粗陋的食物維持生命。從以西結哀求耶和華更換烹烤的燃料一事可知，他要實際把景象模擬出來。（《以西結書》第4章第9节至第15节参）
耶和華吩咐以西結把頭髮和鬍鬚剃下，藉此預表圍城所導致的悲慘結局。他要將剃下來的鬚髮三分之一用火焚燒，三分之一用刀砍碎，餘下的三分之一則任風吹散。因此，到圍城的末了，耶路撒冷的部分居民必死於饑荒、瘟疫和刀下，其餘的則分散四方。耶和華要使這城全然荒涼。 因為她厚顔無恥地崇拜可憎的偶像。財富無法買得拯救。在耶和華發怒的日子，耶路撒冷的百姓要將銀子抛在街上，這樣，“他們就知道我是耶和華。”（《以西結書》第7章第27节参）

### 以西結在異象中目睹耶路撒冷叛道的惡行
（覆盖《以西結書》第8章第1节参至《以西結書》第11章第25节参）公元前593年，以西結在異象中被提到遙遠的耶路撒冷去，目睹百姓在聖殿中所行的一切可憎之事。在院子裏設有招惹耶和華妒憤的可憎偶像。在挖穿牆壁進入室內後，以西結看見70個長者正在崇拜牆上刻滿的各種可憎的走獸和如糞的偶像。他們安慰自己説：“耶和華看不見我們；耶和華已經離棄這地。”（以《以西結書》第8章第12节参）有些婦女在北門為異教的神搭模斯哭泣。但事情並非至此為止。就在聖殿大門的入口處，有25個男子正在背着聖殿崇拜太陽。他們當面褻瀆耶和華，因此祂必定會大發烈怒，施行報應。
有六個手拿滅命兵器的人出現了。他們當中還有第七個人，身穿細麻衣，腰間帶着墨盒子。耶和華吩咐身穿細麻衣的人走遍全城，替那些因城中所行可憎之事嘆息哀哭的人在額上畫記號。然後，他吩咐那六個人施行擊殺，要將“年老的、年少的，並處女、嬰孩，和婦女”，凡是沒有記號的人，全都殺盡。他們遂遵囑而行，從殿前的長者殺起。穿着細麻衣的人報告説：“我已經照你所吩咐的行了。”（《以西結書》第9章第6节至第11节参）
以西結再次看見耶和華的榮耀，在基路伯以上顯現出來。一個基路伯從輪中取出火炭，身穿細麻衣的人接過火炭後將其撒在城上。至於以色列分散各處的百姓，耶和華應許必招聚他們，並把新靈賜給他們。但城中邪惡的拜偶像者“必照他們所行的報應在他們頭上。”（《以西結書》第11章第21节参）以西結看見耶和華的榮耀從城中升起，然後先知將他在異象中所見的事都説給被擄的人聽。

### 在巴比倫接獲更多關乎耶路撒冷的預言
（覆盖《以西結書》第12章第1节参至《以西結書》第19章第14节参）以西結在另一齣象徵性的戲劇中擔綱演出。他在日間要從家中帶出流亡所用的物件，到了晚上則要蒙住臉從牆上的洞走出去。他解釋説這是個標記，表明“他們必被擄去”。（《以西結書》第12章第11节参）愚頑的假先知隨從自己的心意行事。他們大聲疾呼説：「平安了！」其實並沒有平安。（《以西結書》第13章第10节参）即使有挪亞、但以理和約伯住在耶路撒冷，他們也不能救别人，只能救自己的性命。
耶路撒冷好像一株無用的葡萄樹，木頭既不能作桿子，又不能作釘子。它的兩端給火燒了，中間也燒焦了，實在已毫無用處。耶路撒冷變得不忠和無用。她生在迦南地，甫出生即被遺棄，耶和華收養了她，將她養育成人，並跟她訂立婚約。上帝使她極其美貌，“達到王后的尊榮”。（《以西結書》第16章第13节参）可惜她水性楊花，任意與過路的列國行淫。她崇拜他們的偶像，把兒女焚燒作祭物。她最終必被這些國家──她的情人所毁滅。她的罪孽比姊妹所多瑪及撒馬利亞更為深重。雖然如此，耶和華仍會照着與她所立的約赦免和復興她。
耶和華對先知説了一個謎語，然後加以解釋。謎語説明耶路撒冷轉向埃及求助是徒勞無益的。有一隻大鷹（尼布甲尼撒）前來把高大的香柏樹的樹梢（約雅斤）折斷，帶往巴比倫去，然後另栽一棵葡萄樹（西底家）。葡萄樹把枝子彎向另一隻大鷹（埃及）。葡萄樹連根被拔出。耶和華會從高大的香柏樹頂折下一條嫩枝栽於極高的山上。後來它長大成為佳美的香柏樹，“各類飛鳥”都必宿在其下。所有人都必須知道，這一切全是耶和華的作為。（《以西結書》第17章第23节至第24节参）
耶和華斥責被擄的猶太人所流傳的俗語：“父親吃了酸葡萄，兒子的牙酸倒了。”不，「谁犯了罪，谁就该死。」（《以西結書》第18章第2节至第4节参）義人必能存活。耶和華斷不喜悦惡人死亡。相反，他喜悦惡人改過自新，得以存活。至於猶大諸王，他們像少壯獅子一般落入埃及和巴比倫所設的陷阱中。他們的聲音“在以色列山上不再聽見”（《以西結書》第19章第9节参）。

### 嚴詞譴責耶路撒冷
（覆盖《以西結書》第20章第1节参至《以西結書》第23章第49节参）時為公元前592年。流亡的百姓中有幾位長者來見以西結，要求問耶和華。他們從以西結所聽到的是以色列人反叛上帝、崇拜可憎偶像的悠長歷史，以及耶和華警告他們，祂已預備好刀劍要向這個國家執行判決。祂必將耶路撒冷“傾覆、傾覆而又傾覆”。可是，仍有光明的希望。耶和華會將王權（“冠冕”）賜給“持有合法權利”的人。（《以西結書》第21章第26节至第27节参）以西結把耶路撒冷──“流人血的城”的可憎惡行複述一次。以色列人已變成“渣滓”，必被聚集在耶路撒冷城中，然後投進火爐裏熔化。（《以西結書》第22章第2节至第18节参）以西結以兩姊妹為喻去説明撒馬利亞和耶路撒冷的不忠。阿荷拉就是撒馬利亞，她與亞述人行淫，後來給情人殺了。阿荷利巴就是耶路撒冷，她不但沒有學得教訓，反倒行惡更甚。她先跟亞述行淫，然後跟巴比倫通姦。她必遭受徹底的毁滅，你們就知道我是至高統治主耶和華。（《以西結書》第23章第49节参）

### 耶路撒冷的最後圍城開始
（覆盖《以西結書》第24章第1节至第27节参）到了公元前609年。耶和華告訴以西結，巴比倫王於該年十月初十日開始圍攻耶路撒冷。祂把這個四面有圍牆聳立的城比作一個闊口的鍋，其中盛有好像肥美肉塊一般的居民。生火燒煮，要把耶路撒冷可憎偶像的一切不潔燒掉。以西結的妻子就在當天死去，但為了服從耶和華的吩咐，預言者不可哀哭。這是個標記，預表百姓決不可為耶路撒冷的毁滅舉哀，因為這項判決是來自耶和華的，好讓他們知道祂是誰。耶和華會差遣一個逃脱的人去通知流亡的人，他們“所歡喜的榮耀”已被毁滅。以西結必不再向被擄的百姓説話，直至這個逃脱的人抵達為止。（《以西結書》第24章第25节参）

### 審判列國的預言
（覆盖《以西結書》第25章第1节参至《以西結書》第32章第32节参）耶和華預見列國必因耶路撒冷陷落而幸災樂禍，並趁機羞辱猶大的上帝。他們必不能免罰。亞捫和摩押必交在東方人手裏。以東必成為荒場，上帝也必向非利士人施行報應。耶和華説：“我報復他們的時候，他們就知道我是耶和華。”（《以西結書》第25章第17节参）
經文特别提及泰爾。她因商業繁盛而心高氣傲。她像海上一艘華美的大船，但不久必葬身海底。她的統治者大言不慚地説：“我是神。”（《以西結書》第28章第9节参）耶和華吩咐預言者為泰爾王作哀歌説：他雖是個美麗的受膏基路伯，曾在伊甸園裏，但耶和華必將他從他的聖山驅逐出去，有如驅除汙物一般。上帝要使火從他中間發出，將他燒滅淨盡。耶和華説祂毁滅幸災樂禍的西頓時也必顯為聖。
現在耶和華告訴以西结，祂必向埃及和法老變臉，並發預言攻擊他們。法老自誇説：“這尼羅河是我的，是我為自己造的。”（《以西結書》第29章第3节参）法老及所有信賴他的埃及人都必須知道耶和華是上帝。為了使他們學得教訓，上帝要使埃及地荒涼40年。以西結在此提及的若干資料其實是上帝稍後在公元前591年才向他披露的。耶和華會把埃及賜給尼布甲尼撒作為他摧毁泰爾的酬報。（尼布甲尼撒從泰爾僅獲得很少戰利品，因為泰爾人攜同大量財物逃到島上的城去。）以西結在哀歌中宣布尼布甲尼撒必除掉埃及的驕傲，“他們就知道我是耶和華。”（《以西結書》第32章第15节参）

### 作被擄之民的守望者；預言未來的復興
（覆盖《以西結書》第33章第1节参至《以西結書》第37章第28节参）耶和華對以西結重申他作守望者的責任。百姓必説：“耶和華的道不公平。”因此，以西結必須清楚指出他們多麽罪大惡極。（《以西結書》第33章第17节参）現在來到公元前607年，十月初五日。一個從耶路撒冷逃脱的人抵達後對預言者説：“城已攻破。”（《以西結書》第33章第21节参）至此以西結可以恢復向被擄的人民發言；他警告百姓，任何企圖營救猶大的計劃均必失敗。他們雖然來見以西結，要聽耶和華的話，但他們僅是將預言者視作有如擅唱情歌的歌手，彷彿一個擅奏弦樂、歌聲優美的人。他們對他的信息毫不留意。然而，當事情一一實現時，他們就知道在他們中間有了預言者。以西結嚴詞責備一切只知自肥而忽略照顧羊群的假牧人。完美的牧者耶和華必把失散的羊召集起來，領他們到以色列山肥美的草場吃草。祂必立一個牧人（即「他的僕人大衛」）去牧養他們。（《以西結書》第34章第23节参）耶和華必作他們的上帝。祂必跟他們立平安的約，傾福與他們，如甘霖降下。
以西結再次預言西珥山（以東）必成為荒場。然而，以色列的荒場必被重建，因耶和華顧惜自己的聖名，要在列國中把祂的名顯為聖。祂要賜給祂的子民一個新的心和新的靈，他們的地必“成如伊甸園”。（《以西結書》第36章第35节参）現在以西結看見一個異象，其中滿谷的骸骨預表以色列。以西結向骸骨説預言。不可思議的是，它們竟然再長出肉來，復得氣息而活過來。耶和華必同樣打開以色列人的墳墓，把他們從巴比倫被擄的情況中釋放出來，使他們重返故土，得以復興。以西結拿兩根杖去代表以色列的兩部分──猶大和以法蓮。兩根杖在他手中接連為一。故此，當耶和華復興以色列時，他們必憑着上帝與祂僕人“大衛”所立的平安之約合而為一。（《以西結書》第37章第34节参）

### 瑪各地的歌革攻擊復興了的以色列
（覆盖《以西結書》第38章第1节参至《以西結書》第39章第29节参）接着一個新的攻擊者出現了。耶和華復興的子民由於大享平安，繁榮興盛而招惹敵人的攻擊，瑪各地的歌革會發動瘋狂的進攻。他會上來把上帝的子民重重圍困。耶和華必大發憤恨，烈怒如火。祂要使人以刀劍殺害弟兄，祂必用瘟疫和流血的事刑罰他們，此外也必使暴雨、大雹、烈火、硫磺降在他們身上。他們遭受毁滅時必知道耶和華是“以色列中的聖者”。（《以西結書》第39章第7节参）祂的子民必把敵人剩下的武器當柴燒火，並將他們的屍首埋在“哈們·歌革谷”。（《以西結書》第39章第11节参）吃屍鳥和走獸必來吃被殺之人的肉，喝他們的血。此後以色列必安然居住，無人驚嚇，耶和華的靈必澆灌在他們身上。

### 以西結接獲建殿的異象
（覆盖《以西結書》第40章第1节参至《以西結書》第48章第35节参）我們來到公元前574年。當時是所羅門的殿遭受毁滅後第14年，被擄百姓中悔改的人很需要獲得安慰和盼望。耶和華在異象裏把以西結帶到以色列地一個極高的山上，他在異象裏看見有“一座城的建築物在南方”，並有一座聖殿。一位天使吩咐他説：“你要將你所見的都告訴以色列家。”（《以西結書》第40章第2节至第4节参）然後天使向以西結詳述有關聖殿、其中的外院、內院、城牆的尺寸、城門、看守房子、飯廳、聖殿內的聖所和至聖所的各項細節。他把以西結帶往東門。“以色列上帝的榮光從東而來。祂的聲音如同多水的聲音，地就因祂的榮耀發光。”（《以西結書》第43章第2节参）天使把一切關乎殿宇（即聖殿）、祭壇、祭牲、祭司的各項權利和義務，利未人、王及分配土地的事宜均詳盡地告訴以西結。
天使帶以西結回到殿門口，預言者在該處見門檻下有水往東流出，在祭壇的南邊往下流。起初水是涓滴而流，後來漸漸增多而成為浩大的壯流。它一直流入死海，水裏有許多魚，且有漁夫在那裏捕魚謀生。河的兩岸長滿各樣的樹，果子可作食物，葉子可作治病之用。接着在異象裏出現的是把地分給12支派為業的情況，寄居的外人及王的地業也沒有受到忽略。經文也詳細描述南面聖城的細節，其中的12道城門分别以12支派為名。城有一個極為榮耀的名字，稱為：“耶和華的所在。”（《以西結書》第48章第35节参）

### 文献脚注
1. ↑  参看以西结書1：1，2； 29：17
2. ↑  参看列王纪下24：11-17；以西结書1：1-3
3. ↑  参看以西结書8：1；耶利米書29：5-7；以斯拉記2：65
4. ↑  。参看以西结书2：1；马太福音8：20
5. ↑  参考以西结书24：2-12-耶利米书1：13-15；以西结书23：1-49-耶利米书3：6-11；以西结书18：2-4-耶利米书31：29，30；以西结书1：5，10-启示录4：6，7；以西结书5：17-启示录6：8；以西结书9：4-启示录7：3；以西结书2：9；3：1-启示录10：2，8-10；以西结书23：22，25，26-启示录17：16；18：8；以西结书27：30，36-启示录18：9，17-19；以西结书37：27-启示录21：3；以西结书48：30-34-启示录21：12，13；以西结书47：1，7，12-启示录22：1，2。

### 学术研究
- Karl-Friedrich Pohlmann: Forschung am Ezechielbuch 1969-2004. In: Theologische Rundschau 71 (2006), 60-90.164-191.265-309.

### 评论
- Moshe Greenberg: Ezechiel 1-20. Herders theologischer Kommentar zum Alten Testament. Herder, Freiburg i. Br. 2001 ISBN 3-451-26842-6 Inhaltsverzeichnis（页面存档备份，存于）
- Moshe Greenberg: Ezechiel 21-37. Herders theologischer Kommentar zum Alten Testament. Herder, Freiburg i. Br. 2005 ISBN 3-451-26843-4
- Daniel I. Block: The Book of Ezekiel. 2 Bde. 1997-1998. - Bd. 1: Chapters 1-24, Bd. 2: Chapters 25-48 (887+826 S.) (Kommentar)
- Franz Sedlmeier: Das Buch Ezechiel. Teil 1: Kapitel 1-24. Neuer Stuttgarter Kommentar. Altes Testament 21,1. 2002. ISBN 3-460-07211-3
- Karl-Friedrich Pohlmann: Das Buch des Propheten Hesekiel (Ezechiel). Kapitel 1-19. Das Alte Testament Deutsch 22,1. 6. Aufl. Vandenhoeck & Ruprecht, Göttingen 1996 ISBN 3-525-51210-4 (allgemeinverständlich)
- Gerhard Maier: Der Prophet Hesekiel. Wuppertaler Studienbibel 33. 1998 (allgemeinverständlich, anwendungsorientiert)
- Karl-Friedrich Pohlmann: Ezechiel. Der Stand der theologischen Diskussion. Wissenschaftliche Buchgesellschaft, Darmstadt 2008. ISBN 978-3-534-16527-8

### 专业论文
- Udo Feist: Ezechiel. Das literarische Problem des Buches, forschungsgeschichtlich betrachtet. Beiträge zur Wissenschaft vom Alten und Neuen Testament 138 (= Folge 7, H. 18). Kohlhammer, Stuttgart u.a. 1995 ISBN 3-17-013696-8
- Margaret S. Odell u.a. (Hrsg.): The Book of Ezekiel. Theological and Anthropological Perspectives SBL Symposium Series 9. Society of Biblical Literature, Atlanta 2000 ISBN 0-88414-024-5
- Karin Schöpflin: Theologie als Biographie im Ezechielbuch. Ein Beitrag zur Konzeption alttestamentlicher Prophetie. Forschungen zum Alten Testament 36. Mohr Siebeck, Tübingen 2002. ISBN 3-16-147869-X
- Volkmar Premstaller: Fremdvölkersprüche des Ezechielbuches. Forschung zur Bibel 104. Echter, Würzburg 2005 ISBN 3-429-02687-3
- Angela Russell Christman: What did Ezekiel see? Christian Exegesis of Ezekiel's Vision of the Chariot from Irenaeus to Gregory the Great. Bible in Ancient Christianity 4. Brill, Leiden u.a. 2005 ISBN 90-04-14537-0
- Dieter Sänger (Hrsg.): Das Ezechielbuch in der Johannesoffenbarung. Hans Hübner zum 75. Geburtstag. Biblisch-theologische Studien 76. Neukirchener-Verl., Neukirchener 2006 (c2004) ISBN 3-7887-2143-X

### 閱讀聖經
- （页面存档备份，存于） （繁體中文）
- （页面存档备份，存于） （简体中文）